# Barsauma de Nisibe
Ne doit pas être confondu avec Barsauma le Syrien.
 (juin 2010).
Si vous disposez d'ouvrages ou d'articles de référence ou si vous connaissez des sites web de qualité traitant du thème abordé ici, merci de compléter l'article en donnant les références utiles à sa vérifiabilité et en les liant à la section « Notes et références ».
Barsauma ou Bar Sauma ou Barsumas (dont le nom signifie en syriaque « le Jeûneur ») est un dignitaire religieux nestorien du Ve siècle, qui fut évêque métropolitain de Nisibe (l'une des cinq métropoles chrétiennes de Perse) de 460 environ jusqu'à sa mort en 491. Barsauma avait été auparavant élève, puis professeur, de l'école théologique d'Édesse, sous la direction spirituelle d'Ibas, d'abord professeur de l'école, puis évêque d'Édesse de 435 à 457.

## Biographie
Après le concile d'Éphèse, l'école d'Édesse, tenue par des partisans de Théodore de Mopsueste, se trouva isolée dans une Syrie de plus en plus dominée par les partisans de Cyrille d'Alexandrie. Après la mort d'Ibas en 457, même le siège épiscopal d'Édesse échut à un cyrillien. Les professeurs et les élèves de l'école se réfugièrent en grand nombre sur le territoire perse, notamment à Nisibe.
Barsauma, élève de l'école d'Édesse, l'aurait quittée après 457. Il devint favori et conseiller de Péroz Ier,  empereur sassanide de 459 à 484 ; peut-être même exerça-t-il la fonction de gouverneur de la région frontalière de Nisibe (marzbana), avec la mission de surveiller les mouvements des troupes byzantines. Cependant le roi était très hostile aux chrétiens qui maintenaient des relations avec l'Église de l'Empire romain, ce qui était le cas du catholicos Babowaï, élu en 457, qui avait le tort supplémentaire à ses yeux d'être un ancien mazdéen converti. Babowaï fut emprisonné à plusieurs reprises et soumis à des mauvais traitements. Homme autoritaire, il entra en conflit personnel avec Barsauma sur la question du mariage des évêques, car l'évêque de Nisibe avait épousé une femme du nom de Mamoï, ce qui suscita également l'indignation dans l'Église de l'Empire.
Narsaï, directeur de l'école d'Édesse, avait dû se réfugier en Perse en 471, date de l'intronisation comme évêque d'Édesse d'un certain Qura (ou Cyrus), cyrillien très intolérant. Il voulut se retirer dans un monastère, mais Barsauma vint le chercher dans sa retraite et lui proposa de refonder une nouvelle école à Nisibe, où serait poursuivi l'enseignement de la doctrine de Théodore de Mopsueste. Ce fut l'origine de l'école de Nisibe.
En avril 484, Barsauma parvint à réunir autour de lui le concile de Beth Lapat : il était formé d'évêques qui étaient comme lui hostiles à Babowaï, et qui étaient pour la plupart ses anciens condisciples ou collègues à Édesse. Le concile décida : la déposition de Babowaï ; l'autorisation du mariage pour tous les évêques et tous les prêtres, y compris après leur ordination ; l'adoption comme théologie officielle de l'Église de l'Orient de la doctrine de Théodore de Mopsueste. Babowaï excommunia les rebelles.
La suite des événements est peu claire. On sait que la même année, qui fut la dernière de son règne, Péroz Ier promulgua un édit stipulant que le mazdéisme devait être la seule religion autorisée. Il s'ensuivit une violente persécution contre les chrétiens, mais elle ne concerna apparemment que le Beth Aramayé, la Basse-Mésopotamie où les chrétiens étaient minoritaires. D'autre part, partant pour l'expédition contre les Huns Hephthalites au cours de laquelle il devait trouver la mort, Péroz fait un massacre de chrétiens (trois cents, rapporte la tradition) dans le Beth Madayé (la Médie), où il détruit églises et monastères. Cependant, Barsauma sollicite du roi la mise à sa disposition d'un corps de troupe pour imposer les décisions du concile de Beth Lapat, et il l'obtient. D'avril à juillet 484, il mène une expédition sanglante dans le Beit Garmaï (la région de Kirkouk) ; certains écrits parlent de sept mille victimes, chiffre sans doute exagéré.
S'agissant de la mort du catholicos Babowaï, exécuté sur l'ordre de Péroz avant son départ en campagne contre les Huns, on ignore si l'implication de Barsauma qui est rapportée par la tradition relève ou non de la calomnie. Selon la Chronique de Séert, dans une lettre adressée à l'empereur Zénon le priant d'intervenir auprès de Péroz, le catholicos aurait comparé le gouvernement du roi perse à celui de Nabuchodonosor, « roi impie », et que Barsauma ou un de ses partisans, ayant intercepté cette lettre à la frontière, l'aurait fait remettre à Péroz. Babowaï fut suspendu par le doigt portant l'anneau par lequel il avait scellé la lettre, et on le laissa mourir dans cette position.
La mort de Péroz mit fin à la persécution : son successeur Valash était mieux disposé envers le christianisme. Un synode réuni à Ctésiphon élut comme catholicos, contre le gré de Barsauma, un certain Acace de Séleucie, un de ses anciens condisciples à Édesse, mais qui n'était pas de ses partisans. Les partisans de Barsauma auraient tenté de convaincre le nouvel élu de fornication, mais il s'en serait disculpé en montrant qu'il était eunuque. En août 485, un nouveau concile a lieu à Beth Edraï, près de Ninive, au cours duquel Barsauma et Acace se réconcilient ; on prévoit de se réunir à nouveau pour régler les problèmes en suspens.
Le concile projeté se tient en 486 à Ctésiphon, mais il ne rassemble qu'une dizaine d'évêques autour du catholicos ; Barsauma a de nouveau rompu avec celui-ci et n'y participe pas. Pourtant, le concile avalise deux de ses positions : l'adoption de la théologie de Théodore de Mopsueste comme doctrine officielle, et le mariage de tous les clercs, « depuis le catholicos jusqu'au dernier de la hiérarchie » (y compris les moines et les nonnes). Ce dernier point, en rupture avec la tradition de l'Église chrétienne, semble être une adaptation à la mentalité des Perses, pour qui le mariage et l'engendrement des enfants étaient considérés comme sacrés et le célibat comme choquant. Mais les conséquences de cette règle furent très négatives dans les décennies suivantes, tant sur l'épiscopat (avec la tentation de constituer des « dynasties » épiscopales) que sur le monachisme, à l'époque de forme érémitique, qui fut entièrement dénaturé.
Cependant la doctrine monophysite se répand dans la région de Nisibe, et Barsauma est en butte à l'hostilité d'une bonne part des chrétiens de sa province. En 487, le catholicos est envoyé à Constantinople comme ambassadeur du roi Valash ; le patriarche exige qu'il excommunie Barsauma avant d'entrer en communion avec lui. Mais Barsauma, en difficulté dans sa province, négocie avec le catholicos son maintien sur son siège. Après la fermeture de l'école d'Édesse en 489, il reçoit ses professeurs et élèves à Nisibe et fait de l'école de cette ville le grand centre de formation de l'Église de l'Orient. Le successeur de Valash, Kavadh Ier, roi à partir de 488, se convainc que l'adoption du nestorianisme par l'Église de l'Orient est dans l'intérêt de son État ; il interdit toute autre doctrine chrétienne et fait arrêter les évêques et abbés monophysites.
Barsauma meurt vers 491, assassiné, dit-on, par une religieuse à coups de clef, dans l'église du monastère de Tur-Abdin.
Il avait été l'artisan de l'affirmation de l'Église de l'Orient comme Église nestorienne, séparée doctrinalement des Églises de l'Empire romain. En fait, il s'agissait de la préservation de la tradition de l'école théologique d'Antioche, proscrite du côté romain de la frontière. Mais Barsauma ne fit pas l'unanimité parmi les évêques contemporains de Perse, et il ne devint jamais catholicos. Sur la question du mariage des clercs, un concile réformateur réuni en 544 par le catholicos Mar Aba Ier imposa à nouveau le célibat des évêques. Quant au mariage des moines, il fut combattu ensuite par le mouvement de réforme monastique d'Abraham de Kachkar et de son disciple Babaï le Grand.